# Mesekenhagen
Mesekenhagen est une commune de l'arrondissement de Poméranie-Occidentale-Greifswald, Land de Mecklembourg-Poméranie-Occidentale.

## Géographie
Mesekenhagen se trouve dans la baie de Greifswald. Juste en face, les îles de Riems et de Koos sont rattachés à Greifswald.
Mesekenhagen se situe à 5 km au nord-ouest de Greifswald.
La commune est traversée par la Bundesstraße 105. La ligne d'Angermünde à Stralsund passe par son territoire.
La commune est composée des quartiers de Brook, Frätow, Gristow, Kalkvitz, Groß Karrendorf, Klein Karrendorf, Kowall et Mesekenhagen.

## Histoire
La première mention de Gristow, sous le nom slave de "Cristogh", est faite en 1248, Karrendorf en 1301, Frätow en 1320, Kowall (sous le nom de "Dancwarde de Kowal", c'est-à-dire forge en slave) et Mesekenhagen (sous le nom de "Mesekenhaghen", peut-être l'ours ou le milieu de la clairière en slave) en 1325.
Au nord-est de Frätow, il y avait un petit village, Lypeze, mentionné en 1325, dont le nom slave signifie teilleul. Le village est incendié en 1630 et abandonné en 1821.
Gristow est à l'origine une petite colonie slave et appartient au XIIIe siècle aux seigneurs de Gristow, rattachés à la principauté de Rügen. Progressivement le territoire est vendu à Greifswald.
Ce petit port de pêche conserve une tradition datant de la guerre de Trente Ans en 1648 et de l'occupation suédoise, la Tonnenabschlagen, fêtée en mai ou lors des moissons, qui consiste à casser une barrique de hareng suspendue en montant sur un cheval.
La commune existe sous sa forme actuelle depuis 1950. En 1964, le documentariste Kurt Tetzlaff vient tourner un film sur les jeunes travailleurs dans l'extraction de pétrole de Frätow. Le film avec Manfred Krug à la narration ne fut jamais diffusé du temps de la RDA.

## Personnalités liées à la commune
- Rudolf Asmis (1879-1945), diplomate.
- Walter Asmis (1880-1954), avocat et fonctionnaire agricole.